# ポン＝クロワ
ポン＝クロワ （Pont-Croix、ブルトン語:Pontekroaz）は、フランス、ブルターニュ地域圏、フィニステール県のコミューン。

## 地理
ポン＝クロワの位置はカンペールと比較される。どちらの町も、北西の入江を見下ろし、西と南の海岸で直角につながる傾斜地帯にあるからである。河口はオディエルヌの港と、6km離れたプルゴーゼックである。船は常にゴワイヤン河口から上流へ向かう。ポン＝クロワの港が地元農産物や塩、ワインを輸出する場所であるからだ。ゴワイヤン谷は20km離れたプロネイスの地溝を始まりとし、ゴワイヤン川河口で曲がってオディエルヌ湾まで続いていく。

## 歴史

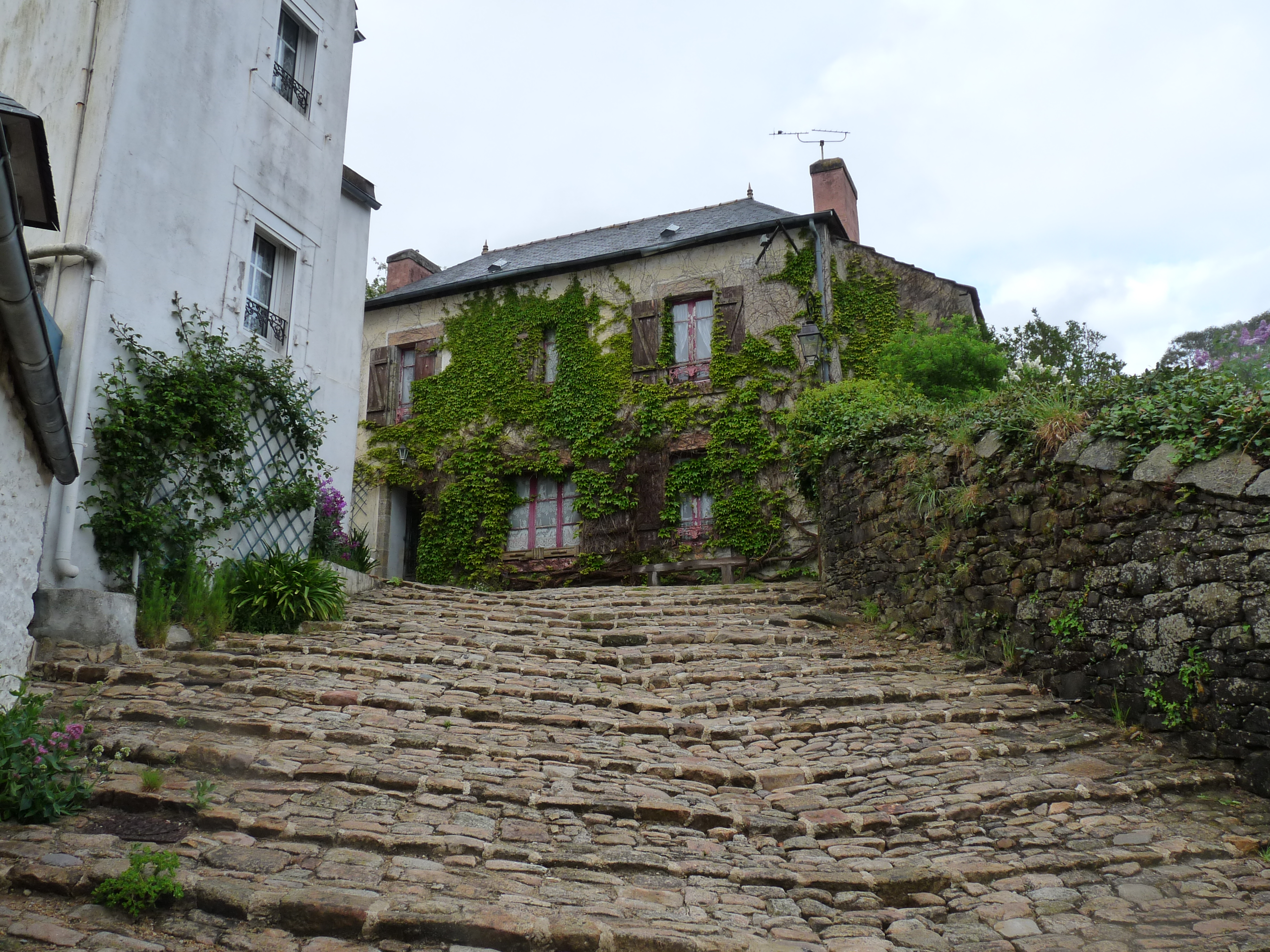
グランド・リュ・シェールの石畳

ガロ＝ローマ文明は西のケルヴェネネックのヴィッラ遺跡に大きな足跡を残した。
シザン岬の接合部分にあたるポン＝クロワの位置は、ビグダン地方の中心地となる戦略的な要所で、そこには商業と行政の役割が与えられ、有名な見本市が行われた。代官区の中心地でもあった。そこには法律家の一員である弁護士、公証人、警察官、裁判所官吏らがおり、彼らの一部は貴族の土地所有者に奉仕していた。ポン＝クロワは見かけ上は町の地位を保っていたが、アンシャン・レジーム時代に町のコミュニティーが存在せず、町の教会の規模の大きさとそこにいる聖職者の重要性にもかかわらず、実際には町の地位を持ってはいなかった。ポン＝クロワは1791年までブゼック＝カップ＝シザン教区の一部のままであった。
16世紀初頭にブルターニュ公と聖職者のより大きな負荷が及ぶまでは、テルグリュック＝シュル＝メール出身のロスマデック家がポン＝クロワの覇権を手中に収めていた。
ユグノー戦争中の1597年、カトリック派の傭兵ギィ・ド・フォンテネルは騎手軍の先頭に立ってポン＝クロワを征服した。町のブルジョワ階級の人々は、教会の塔に立てこもって逃げることができなかった。言い伝えによると、騎手が犯した虐殺行為で、グランド・リュ・シェールの急な石畳の上に血の波が流れたという。
フランス革命時代、町は一時的にポン＝リーブル（Pont-Libre）という名称に変更させられていた。19世紀末には鉄道路線が敷かれた。20世紀に入ると町の地位は廃れ、1950年以降人口が減少した。しかし20世紀終わりには人口1700人前後に下げ止まった。1933年にオディエルヌ＝プルイネック間に橋がかかっても、観光業の発展が、悪化した商業の損失を補うまでにはいたらなかった。1946年にケリドルフのウトル・ゴワイヤン地区がポン＝クロワに併合された。まちは人口密度の非常に低い農村の状態であった。1947年に駅は廃止された。

## 人口統計
| 1962年 | 1968年 | 1975年 | 1982年 | 1990年 | 1999年 | 2006年 | 2010年 |
| ------ | ------ | ------ | ------ | ------ | ------ | ------ | ------ |
| 2159   | 2022   | 1885   | 1832   | 1762   | 1670   | 1695   | 1766   |

参照元:1999年以降EHESS、2000年以降INSEE

## 出身者
- セシル・コルベル